# Henryk Nardy
Henryk Nardy (ur. 11 października 1924 w Wilnie, zm. 13 czerwca 2015 w Szczecinie) – polski architekt związany z powojennym Szczecinem.
Henryk Nardy urodził się w rodzinie inteligenckiej Jana Nardego. Do września 1939 był uczniem gimnazjum im. Zygmunta Augusta w Wilnie. W czasie II wojny światowej kontynuował naukę na tajnych kompletach ZNP. W latach 1943–1944 walczył w szeregach Armii Krajowej pod dowództwem ppłk. „Wilka”. Uczestniczył w akcji „Burza”. Aresztowany przez NKWD, lata 1945–1946 spędził w obozie karnym w Kałudze. Po wojnie w latach 1946–1950 studiował na Wydziale Architektury Szkoły Inżynierskiej w Szczecinie, uzyskując dyplom inżyniera architekta.
1 kwietnia 1950 ożenił się z Blandyną z d. Skoczyńską, z którą miał dwóch synów (Ryszard, Sławomir). Studia kontynuował na Wydziale Architektury Politechniki Gdańskiej, gdzie w 1959 otrzymał dyplom magistra inżyniera architekta. W 1966 ukończył podyplomowe Studium Planowania Przestrzennego na Politechnice Szczecińskiej. Pracował jako adiunkt w Instytucie Urbanistyki i Architektury PS (1967–1968).
W latach 1949–1982 pracował w Biurze Projektów i Studiów Budownictwa (późniejszy szczeciński „Miastoprojekt”). Kierował zespołem Pracowni nr 2. Brał udział w pracach projektowych przy odbudowie m.in. ulic Mickiewicza, Leszczyńskiego, Boguchwały, Montwiłła.
Wspólnie z Emanuelem Maciejewskim zaprojektował w latach 1952–1953 Śródmiejską Dzielnicę Mieszkaniową w Szczecinie, której budowę rozpoczęto pod koniec 1954 w centrum miasta, w miejscu kamienic zniszczonych nalotami alianckimi. Za ten projekt otrzymał w 1958 nagrodę miasta Szczecina w dziedzinie twórczości architektonicznej. Zaprojektował wiele budynków w Śródmieściu Szczecina, z których pięć zdobyło laur „Mister Szczecina”. Był m.in. autorem bloku C-3 przy ul. Jaromira, który swoją nowoczesnością i funkcjonalnością odbiegał od obowiązujących wówczas norm budowlanych. Jego projekty realizowano także w Gubinie, Kołobrzegu, Pyrzycach i w Słubicach. Od 1982 przebywał na emeryturze.
Henryk Nardy został pochowany 22 czerwca 2015 w grobie rodzinnym na szczecińskim Cmentarzu Centralnym (kw. 28C/11/4).

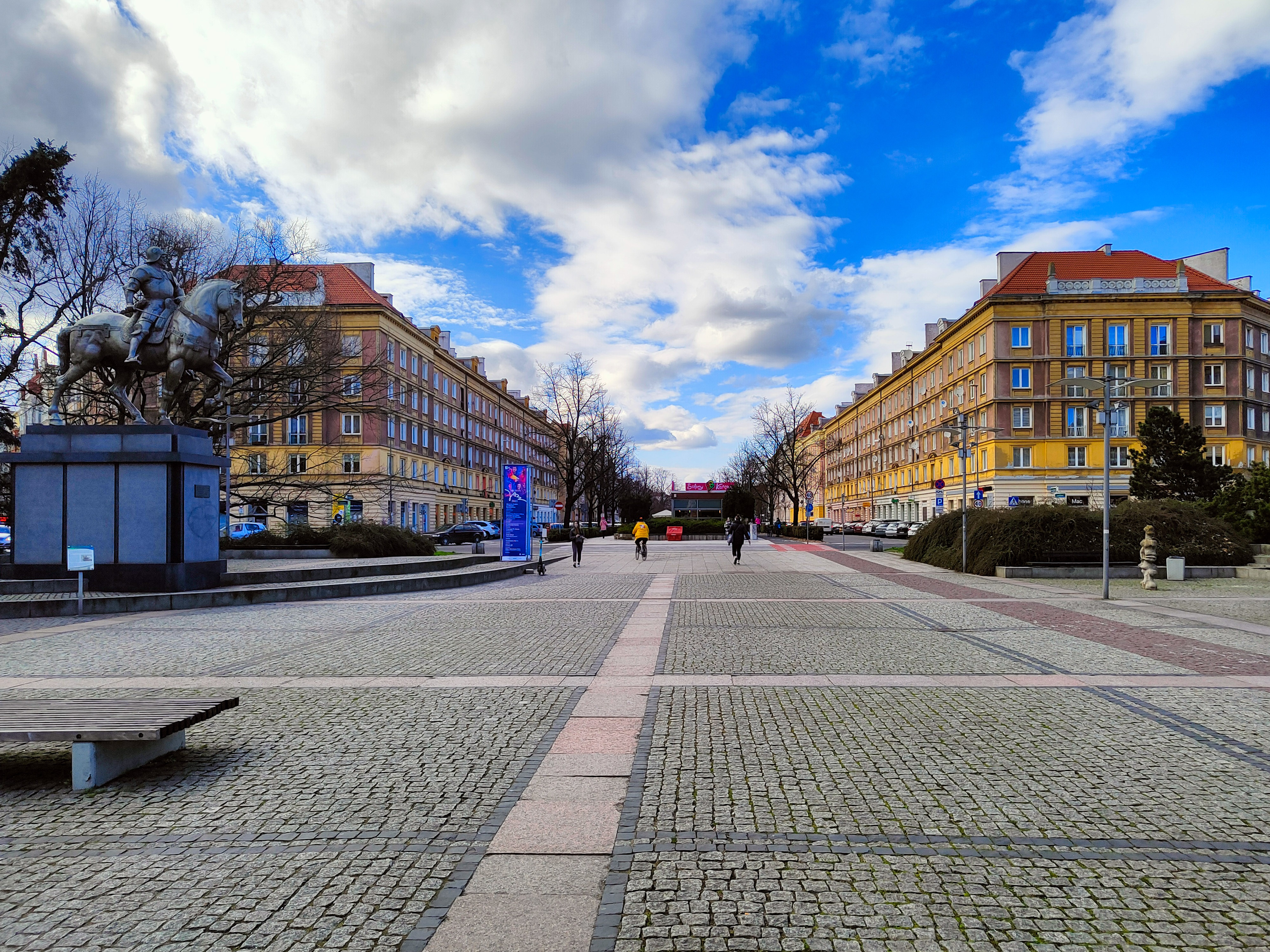
Budynki Śródmiejskiej Dzielnicy Mieszkaniowej widziane z pl. Lotników

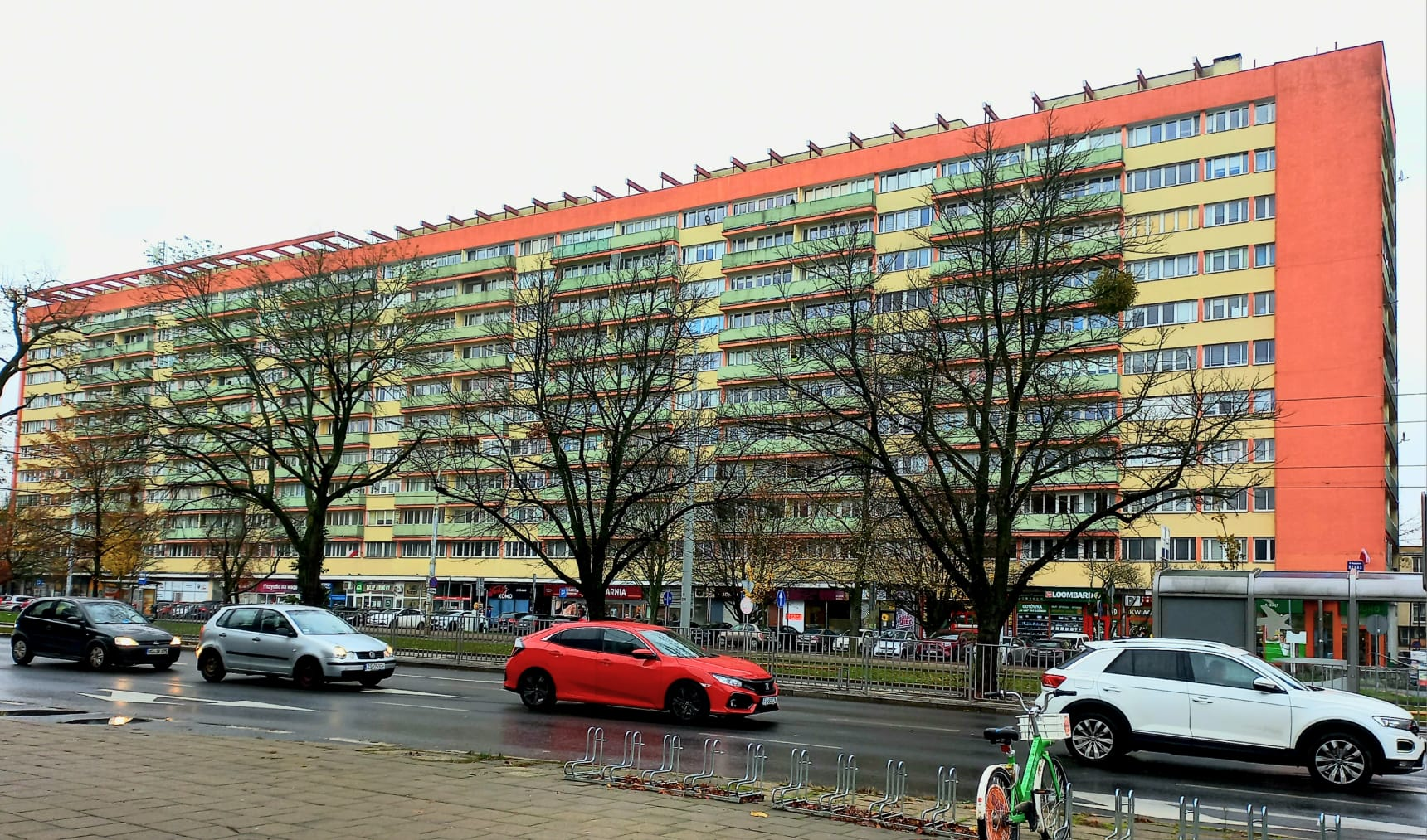
Blok przy alei Wyzwolenia 30-44 w Szczecinie, Mister Szczecina '68

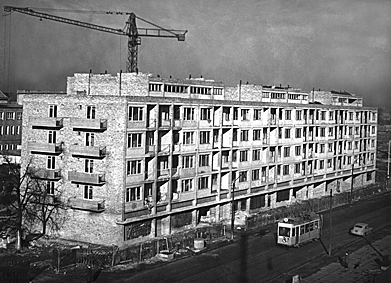
Blok C-3 w Szczecinie podczas budowy (1958)

## Wybrane projekty zrealizowane w Szczecinie[10]
- Śródmiejska Dzielnica Mieszkaniowa (1952–1957) (wsp. Emanuel Maciejewski)
- Blok C-3, budynek mieszkalny, al. Wyzwolenia 13-23 (1958–1959)[11]
- osiedle „Kotwica” przy pl. Kilińskiego, al. Wyzwolenia i ul. Felczaka (1961–1963) (wsp. Tadeusz Ostrowski, Janusz Karwowski, Barbara Płatkowska)
- budynek przy ul. Kaszubskiej 27 (1962) – „Wicemister Szczecina” '62
- budynek przy ul. Roosevelta 89 (1963)
- budynki przy ul. Rayskiego 5-8 i 35-39 (1963)
- budynek przy ul. Roosevelta 94-99, obecnie al. Wyzwolenia 25-35 (1964) – „Mister Szczecina” '64[12]
- budynek przy ul. Rayskiego 2-4 w Szczecinie (1967) (wsp. Juliusz Prandecki, Jan Zdzisław Kasprzak) – „Wicemister Szczecina” '67
- budynek mieszkalny z częścią usługową, al. Wyzwolenia 30-44 (1968) (wsp. Maciej Prauziński i Tadeusz Ostrowski) – „Mister Szczecina” '68, „Wicemister Szczecina” 25-lecia PRL[13]
- wariantowe opracowanie optymalnego systemu budownictwa mieszkaniowego z prefabrykatów wielkowymiarowych (1967) – nagroda zespołowa Ministra Budownictwa i Przemysłu Materiałów Budowlanych[14] (wsp. Wacław Furmańczyk i Witold Jarzynka)

## Odznaczenia i nagrody[1][10]
- Krzyż Kawalerski Orderu Odrodzenia Polski
- Krzyż Armii Krajowej
- Złoty Krzyż Zasługi (1964)
- Brązowa Odznaka SARP (1964)
- Odznaka pamiątkowa Akcji „Burza”
- nagroda miasta Szczecina w dziedzinie twórczości architektonicznej (1958)
- laureat 5 nagród w konkursie „Mister Szczecina” (1961, 1962, 1964, 1967, 1968)
- nagrody III i II st. Ministra Budown. i Przem. Mater. (1965, 1971)
- I nagroda w konkursie „Optymalizacja budownictwa mieszkaniowego z elementów wielkowymiarowych”
- wyróżnienie za osiedle mieszkaniowe w Klęskowie